# 念向寺
念向寺（ねんこうじ）は、茨城県つくば市にある時宗の寺院。

## 歴史
806年（大同元年）に開山された。後に平将門が寺領を寄進している。
当寺の寺宝で、茨城県の文化財に指定されている「絹本色糸蓮糸織出六字名号」は、江戸時代に谷田部藩の細川氏によって寄進された。

## 文化財

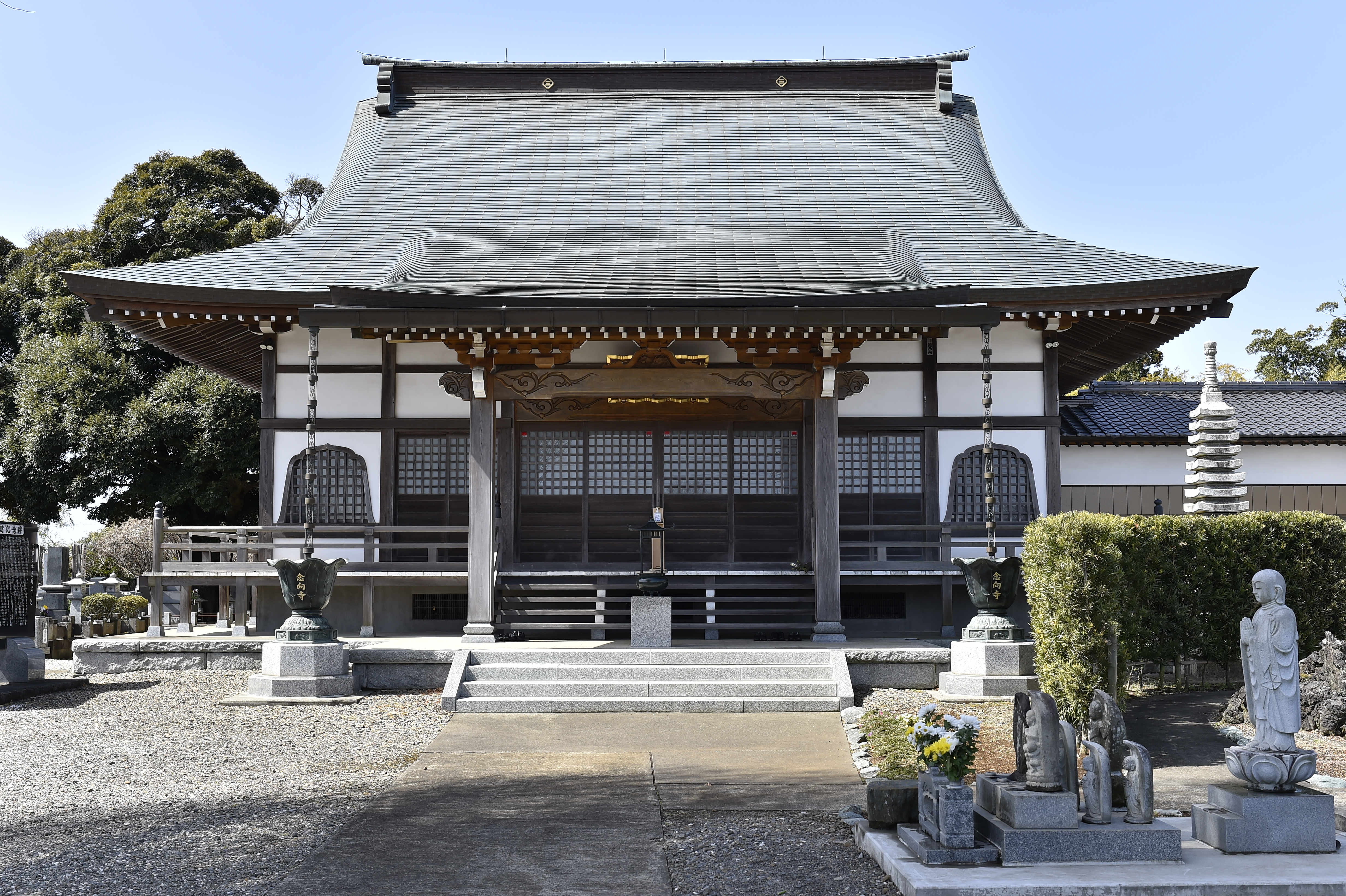
本堂

- 絹本色糸蓮糸織出六字名号（茨城県指定文化財 昭和44年3月20日指定）[2]
- 天神公画像（つくば市指定文化財 昭和60年4月1日指定）[3]
- 念向寺のイチョウ（つくば市指定文化財 昭和60年4月1日指定）[3]
- 念向寺のシイ（つくば市指定文化財 昭和60年4月1日指定）[3]

## 交通アクセス
- 牛久駅より車20分。